# つきみ野駅
つきみ野駅（つきみのえき）は、神奈川県大和市つきみ野五丁目にある、東急電鉄田園都市線の駅である。駅番号はDT26。

## 歴史
- 1976年（昭和51年）10月15日：開設[1]。当時は終着駅で、構内は単線の1面1線（現・上りホーム）[1]。
- 1984年（昭和59年）4月9日：田園都市線当駅 - 中央林間駅間延伸、途中駅となる[1]。
- 2013年（平成25年）10月11日：昇降ロープ式ホームドア試験運用開始[2]。
- 2014年（平成26年）9月7日：昇降ロープ式ホームドア試験運用終了。
- 2018年（平成30年）12月23日：可動式ホームドア使用開始。
- 2019年（令和元年）10月1日：ダイヤ改正に伴い、準急停車駅となる[3]。

### 駅名の由来
駅周辺に月見草が生い茂っていたため、「つきみ野」と名付けた。なお、開発と同時期に遺跡発掘が行われ、この遺跡は「月見野遺跡群」と命名された。仮称は「公所（）」であった。

## 駅構造
相対式ホーム2面2線を有する地上駅。

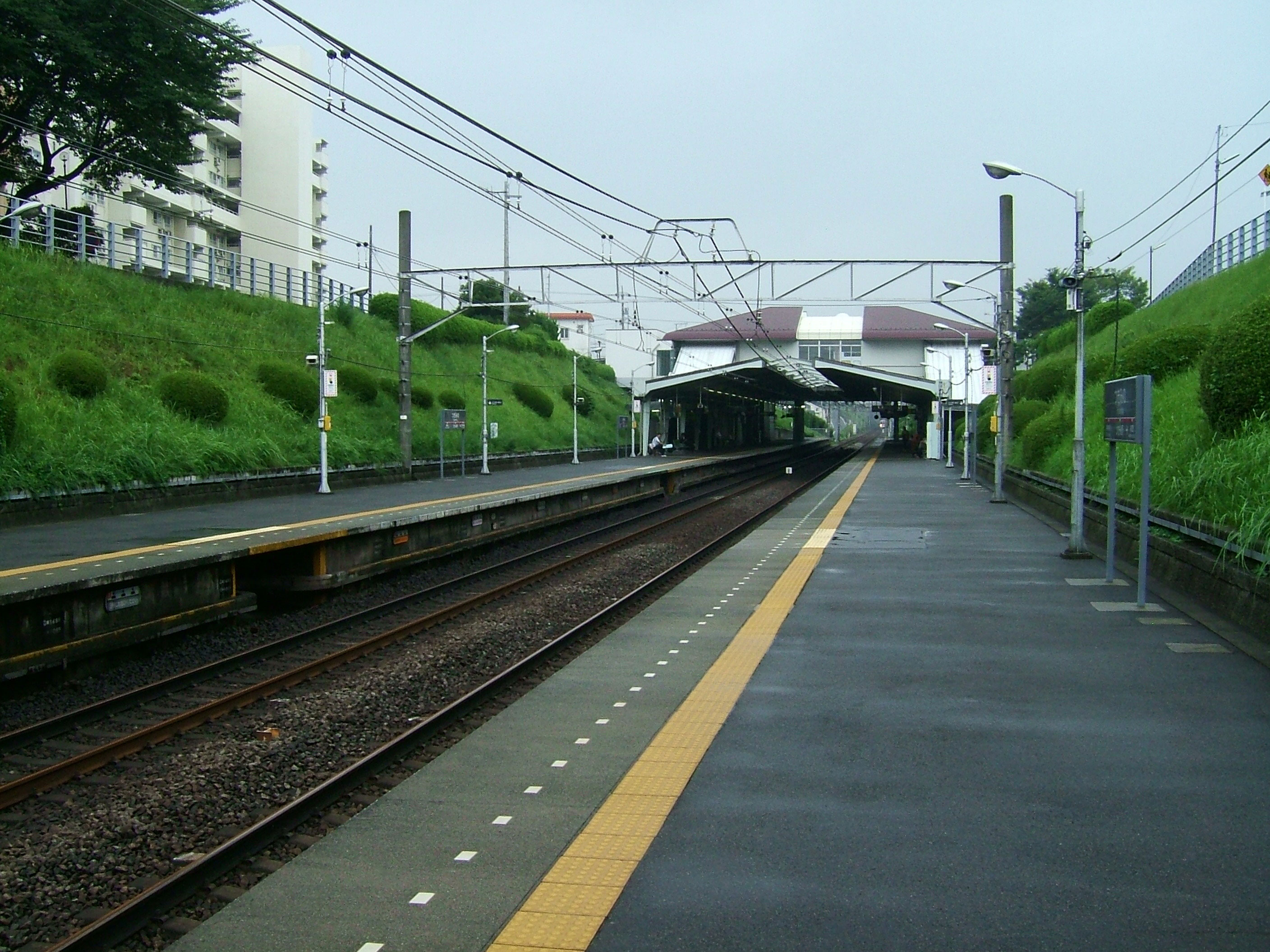
ホーム（2008年8月28日）

トイレは以前まで構内に設置されておらず、駅舎裏の交番のさらに裏手にある大和市公衆便所がその代用であったが、2007年（平成19年）に改札口内に新設された。多機能トイレも設置されている。待合室は上りホーム中央付近にある。
以前は改札外に売店「toks」が存在したが、駅改修工事に伴って2020年（令和2年）3月27日限りで閉店し、駅構内を含めて物販店舗が廃止された。

### のりば
| 番線 | 路線       | 方向 | 行先                                     |
| ---- | ---------- | ---- | ---------------------------------------- |
| 1    | 田園都市線 | 下り | 中央林間方面                             |
| 2    | 田園都市線 | 上り | 渋谷・押上〈スカイツリー前〉・春日部方面 |

- 当駅では、国交省が進めているホームドア設置促進の一環として、日本信号が開発した昇降ロープ式ホームドアを設置して、実用化に向けた現地試験の計画が行われた。設置は2013年（平成25年）7月頃に始まり、10月11日より運用開始した[2][8][9]。これは、東急5000系一部編成に6ドア車を連結しており、扉位置が違う車両にも対応できるように開発されたもので、設置コストも1/3程度まで抑えることが出来た。当初は1番線ホーム渋谷方に1両分を設置（中央林間方にも柱のみ1両分設置）していたが、後に1編成分（10両分）へ拡大された[10]。後に動作検証が終了、2014年（平成26年）9月7日の終電後にホームドア運用を停止、10月限りでロープ式ホームドアは撤去された。
- 2017年度（平成29年度）より、田園都市線の他駅と同様の可動式ホーム柵を設置する工事が実施され、2018年（平成30年）12月27日より稼働を開始している。

## 利用状況
2024年度（令和6年度）の1日平均乗降人員は10,708人である。2019年度まで、田園都市線の駅としては最も利用者数が少ない駅であった。
近年の1日平均乗降・乗車人員の推移は以下の通り。
| 年度               | 1日平均 乗降人員 | 1日平均 乗車人員 | 出典                |
| ------------------ | ---------------- | ---------------- | ------------------- |
| 1995年（平成07年） |                  | 6,418            | [ 神奈川県統計 1 ]  |
| 1998年（平成10年） |                  | 5,685            | [ 神奈川県統計 2 ]  |
| 1999年（平成11年） |                  | 5,338            | [ 神奈川県統計 3 ]  |
| 2000年（平成12年） |                  | 5,361            | [ 神奈川県統計 3 ]  |
| 2001年（平成13年） |                  | 5,179            | [ 神奈川県統計 4 ]  |
| 2002年（平成14年） | 9,688            | 4,918            | [ 神奈川県統計 5 ]  |
| 2003年（平成15年） | 9,768            | 4,914            | [ 神奈川県統計 6 ]  |
| 2004年（平成16年） | 9,925            | 4,951            | [ 神奈川県統計 7 ]  |
| 2005年（平成17年） | 9,957            | 4,939            | [ 神奈川県統計 8 ]  |
| 2006年（平成18年） | 9,897            | 4,918            | [ 神奈川県統計 9 ]  |
| 2007年（平成19年） | 9,898            | 4,958            | [ 神奈川県統計 10 ] |
| 2008年（平成20年） | 9,983            | 4,983            | [ 神奈川県統計 11 ] |
| 2009年（平成21年） | 9,987            | 4,980            | [ 神奈川県統計 12 ] |
| 2010年（平成22年） | 10,037           | 4,999            | [ 神奈川県統計 13 ] |
| 2011年（平成23年） | 9,948            | 4,975            | [ 神奈川県統計 14 ] |
| 2012年（平成24年） | 10,280           | 5,147            | [ 神奈川県統計 15 ] |
| 2013年（平成25年） | 10,495           | 5,258            | [ 神奈川県統計 16 ] |
| 2014年（平成26年） | 10,354           | 5,177            | [ 神奈川県統計 17 ] |
| 2015年（平成27年） | 10,663           | 5,334            | [ 神奈川県統計 18 ] |
| 2016年（平成28年） | 10,672           | 5,344            | [ 神奈川県統計 19 ] |
| 2017年（平成29年） | 10,804           | 5,414            | [ 神奈川県統計 20 ] |
| 2018年（平成30年） | 10,648           | 5,344            | [ 神奈川県統計 21 ] |
| 2019年（令和元年） | 10,537           |                  |                     |
| 2020年（令和02年） | 7,998            |                  |                     |
| 2021年（令和03年） | 9,006            |                  |                     |
| 2022年（令和04年） | 10,088           |                  |                     |
| 2023年（令和05年） | 10,483           |                  |                     |
| 2024年（令和06年） | 10,708           |                  |                     |

## 駅周辺
直ぐ近くを国道16号・八王子街道が通っており、座間街道や保土ヶ谷バイパスへのアクセスも容易である。大型店舗は駅の近辺よりもこれらの主要道路沿いに集中している。梶が谷駅から続く多摩田園都市の特徴である起伏に富んだ地形はここまでであり、中央林間駅方面に向かうと途中から平坦な地形に変わる。以前は駅前に東急ストアやスポーツクラブがあったが、いずれも2001年（平成13年）に閉店しており、跡地はマンションとなっている。なお、東急ストアは2020年（令和2年）3月に小型店舗「東急ストアフードステーション」として駅前に再出店している。
大和市自転車通行空間整備事業に伴い、2014年（平成26年）・2015年（平成27年）に駅周辺の市道に自転車通行帯（自転車レーン）が整備された。
- 神奈川県立大和高等学校
- 大和市立つきみ野中学校
- 大和市立北大和小学校
- 大和市つる舞の里歴史資料館
- 大和市つきみ野学習センター
- つきみ野野球場
- 大和つきみ野郵便局
- つきみ野自治会館（葬儀・集会場）
- 千代田つきみ野ホール（葬儀場）
- 東急ストアフードステーション つきみ野店
- マックスバリュエクスプレス大和つきみ野店
- ヤマダデンキ テックランド大和店
- PC DEPOT スマートライフ大和つきみ野店
- BOOKOFF 大和つきみ野店
- 横浜信用金庫 つきみ野支店

### バス路線
- 大和市コミュニティバス「のろっとA系統」
  - 北部ルート右回り：鶴間駅東口・市役所方面
  - 北部ルート左回り：中央林間駅方面

## 隣の駅
東急電鉄
 田園都市線
■急行
通過
■準急・■各駅停車
南町田グランベリーパーク駅 (DT25) - つきみ野駅 (DT26) - 中央林間駅 (DT27)